# Воронине (Вознесенський район)
Воро́нине —  село в Україні, у Новомар'ївській сільській громаді Вознесенського району Миколаївської області. Населення становить 109 осіб.

## Населення
Згідно з переписом УРСР 1989 року чисельність наявного населення села становила 139 осіб, з яких 65 чоловіків та 74 жінки.
За переписом населення України 2001 року в селі мешкало 109 осіб.

### Мова
Розподіл населення за рідною мовою за даними перепису 2001 року:
| Мова       | Відсоток |
| ---------- | -------- |
| українська | 91,74 %  |
| молдовська | 4,59 %   |
| російська  | 3,67 %   |